# Orden de San Alejandro Nevski
La Orden de San Alejandro Nevski fue una Orden civil y militar del Imperio ruso, creada por Catalina I de Rusia en 1725, y siendo la tercera Orden del Imperio Ruso creada desde la Orden de San Andrés y pasando por la Orden de Santa Catalina. Tras su abolición en 1917, la Unión Soviética creó una Orden similar en 1942, bajo el nombre de Orden de Alejandro Nevski. A partir de 2010, la orden de Alejandro Nevski recupera el diseño de la antigua orden imperial.
En esta orden solo existía el grado de caballero.

## Historia
La Orden de San Alejandro Nevski fue fundada el 21 de marzo de 1725 por Catalina I de Rusia, por expreso deseo de su padre, Pedro I, que ya había pensado en fundar una orden en memoria al famoso héroe nacional ruso Alejandro Nevski (1220-1263). Originalmente, se otorgaba a aquellas personas que habían defendido Rusia con honor, en campos políticos o militares.
Los primeros galardonados con la Orden fueron 18 personas que acudieron a la boda de la hija del Zar Pedro I y la Zarina Catalina I, la Gran Duquesa Ana con el Príncipe alemán Carlos Federico de Holstein-Gottorp. En agosto de 1725, la Emperatriz Catalina I condecoró con la Orden a 21 personas más, incluyendo en la lista al Rey Augusto II de Polonia y al Rey Federico IV de Dinamarca. 
Antes del reinado de Catalina II, la habían recibido cerca de 300 personas, a lo cual Catalina II encargó durante su reinado 250 condecoraciones más. 
Durante el reinado de Alejandro I de Rusia, la persona que recibía la Orden recibía también 200 rublos mensuales de por vida. Fue durante ese reinado, cuando, durante la Guerra Ruso-Francesa contra Napoleón Bonaparte, se entregaron más de 48 condecoraciones, 14 de ellas con diamantes (honoríficas). 
Durante los años 60 del siglo XIX, el signo de la Orden pasó a ser el negro por moda, pero pasado un tiempo volvió a ser rojo.  
En 1916, se entregaron unas 105 órdenes de San Alejandro Nevski, siendo ese el año con mayor número de premiados. 
León Tolstói comenta en su novela Anna Karénina que la Orden de San Andrés y la Orden de San Vladimiro eran las distinciones más elevadas. 
La Orden de San Alejandro Nevski fue suprimida tras la Revolución de Octubre en 1917 hasta 1942, cuando la Unión Soviética creó una orden puramente militar a la cual llamó Orden de Alejandro Nevski, siendo una de las más altas de la URSS.

## Estatutos de la Orden de San Alejandro Nevski
Extracto de la Institución de los pedidos y otras insignias, ed. 1892: 
Los atributos de esta Orden son las siguientes: 
1) Una cruz de oro (signo) con esmalte rojo en ambos lados, que tienen entre cuatro extremos de sus cuatro de oro, el águila mismo de dos puntas, bajo una corona imperial, las alas con las que en la superficie de la parte delantera de la cruz y conectan unos con otros, con garras y coronas de laurel , en medio de la cruz, en un cuadro de esmalte nublado, la imagen del caballo de San Alexander Nevski, pero en el otro lado del monograma de América a la corona de príncipe. 
2) Estrella de Plata, en medio de los cuales es el mismo nombre de venzelovoe campo de San Alexander Nevski bajo la corona de príncipe, en un círculo sobre un campo rojo se representa en letras de oro Orden lema: "ЗА ТРУДЫ И ОТЕЧЕСТВО", "Para las obras y la patria".

La banda de la Orden de San Alejandro Nevski era roja y se colocaba desde el hombro izquierdo del uniforme militar o traje de la Corte.

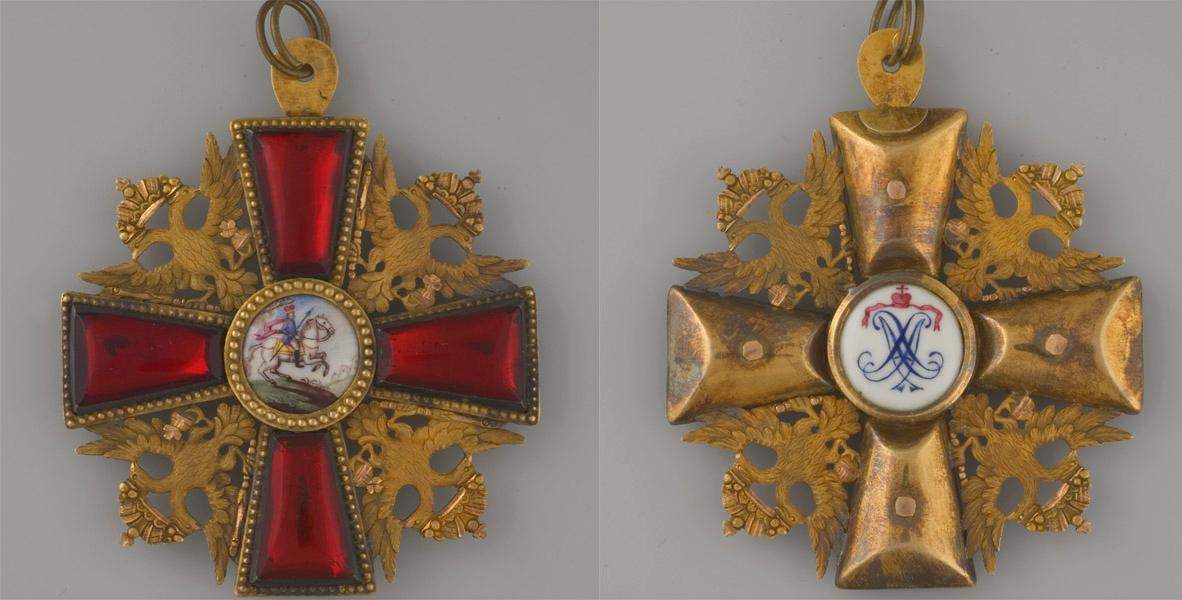
Signo rojo de la Orden de San Alejandro Nevski.